# Ephedra procera
Ephedra procera — вид гнетоподібних з родини ефедрових (Ephedraceae). Місцем проживання цього виду є Євразія від Балканського півострова до Західних Гімалаїв.